# Issoudun
Issoudun je francouzská obec v departementu Indre v regionu Centre-Val de Loire. V roce 2010 zde žilo 13 090 obyvatel. Je centrem arrondissementu Issoudun.

## Vývoj počtu obyvatel
Počet obyvatel 